# Bertrand Marchand
Pour les articles homonymes, voir Marchand.
Bertrand Marchand est un footballeur puis entraîneur français né le 27 avril 1953 à Dinan (à l'époque Côtes-du-Nord) et mort le 26 août 2023 à Éréac (Côtes-d'Armor).

## Biographie
Bertrand Marchand est joueur puis entraîneur-joueur et enfin entraîneur à Thouars de 1982 à 1997. Puis il est au Stade rennais (éducateur au centre de formation puis entraîneur-adjoint) et à Guingamp (Ligue 1), où il dirige les joueurs de l'équipe première de 2002 à 2004. 
Il entraîne également le Club Africain et l'Étoile sportive du Sahel, club basé à Sousse en Tunisie avec lequel, en 2007, il remporte la Ligue des champions africaine et arrive en demi-finale de la Coupe du monde des clubs au Japon. Il est le seul français à ce jour, joueurs et entraîneurs confondus, à avoir réussi cette performance. À la suite de ce parcours, il reçoit le trophée UNECATEF.
Au terme de son contrat avec l'Étoile du Sahel, plusieurs clubs du golfe Persique commencent à s'intéresser de ce technicien et particulièrement le club d'Al Wahda Abu Dhabi qui serait prêt à tout pour le faire signer. Une deuxième rumeur l'envoie au Zamalek (Égypte), mais c'est finalement au Qatar, dans le club d'Al-Khor qu'il signe pour 2 ans.
En juin 2010, il devient le sélectionneur de l'équipe nationale tunisienne. Le 15 décembre 2010, le bureau fédéral de FTF décide de limoger Bertrand Marchand après deux défaites et un nul en matchs de qualification à la CAN 2012.
Le Raja de Casablanca annonce en septembre 2011 avoir recruté pour un an renouvelable Bertrand Marchand comme nouvel entraîneur.
Le 16 avril 2015, il est nommé à la tête de l'équipe d'Al Gharafa, club qatari de football basé à Doha, pour une durée d'un mois pour succéder à Marco Paqueta.
En mars 2019, il est approché par le Stade tunisien.
En septembre 2019, il est désigné nouvel entraîneur du Croissant Sportif Chebbien.
En 2022, il retourne au Club Africain.

## Carrière

### Joueur
- 1972 - 1980 :  Stade rennais (D1)
- 1980 - 1982 :  UES Montmorillon (D2, D3)
- 1982 - 1985 :  Thouars Foot 79 (D3)

### Entraîneur
- 1982 - 1997 :  Thouars Foot 79
- 1997 - 2002 :  Stade rennais (entraîneur adjoint)
- 2002 - 2004 :  EA Guingamp
- Décembre 2005 - 2007 :  Club africain
- 2007 - 2008 :  Étoile du Sahel
- 2008 - 2010 :  Al-Khor
- Juin - décembre 2010 :  Tunisie
- Septembre 2011 - 2012 :  Raja de Casablanca
- 2012-2013 :  Umm Salal SC
- 2013-décembre 2014 :  Al Kharitiyath SC
- 2015-2016 :  Renaissance de Berkane
- 2017-2018 :  Club africain
- 2019-2022 :  Croissant sportif chebbien
- juillet-novembre 2022 :  Club africain

## Titres
Avec l'Étoile du Sahel
- Vainqueur de la Ligue des champions de la CAF en 2007
- Vainqueur de la Supercoupe de la CAF en 2007
- Vice-champion de Tunisie en 2008
- Finaliste de la Coupe de Tunisie en 2008

## Formation
- 1996 : diplôme d'entraîneur professionnel de football
- 1992 : diplôme de formateur professionnel

## Renseignements complémentaires
- 1991 : président et créateur d'une association d'anciens joueurs professionnels
- 2000-2005 : conférences sur le management et le coaching
- 2004-2005 : consultant technique pour la radio et la télévision française TPS et Canal+
- 2007 : participation en tant qu'entraîneur de l'Étoile sportive du Sahel (Tunisie), champion d'Afrique, à la coupe du monde des clubs au Japon. L'équipe sera demi-finaliste après avoir battu (1-0), en quart de finale, Club de Fútbol Pachuca (Mexique) le champion de la CONCACAF. Elle sera battue par Boca Juniors (Argentine), champion de la Copa Libertadores, en demi-finale (0-1). Elle termine le tournoi en 4e position après avoir perdu aux tirs au but (4 à 2 TAB) contre le Urawa Red Diamonds (Japon), champion de la J-League, le temps réglementaire étant fini sur un résultat de 2-2.